# Azov-bataljonen
Azov-regimentet (ukrainsk: полк «Азов», polk "Azov") er en enhed i Ukraines Nationalgarde. Enheden blev grundlagt i 2014 af medlemmer af Patriot af Ukraine (ukrainsk: Патріо́т Украї́ни, Patriót Ukrayíny) og Social-National Forsamling (ukrainsk: Соціал-Національна Асамблея, Sotsial-Natsionalna Asambleja SNA). Regimentets nuværende chef er Denys Prokopenko. Azov-regimentet har nære bånd til det ultranationalistiske Nationale korps. Enhedens logo er det kontroversielle symbol ulvekrogen, som ligner Wolfsangel-symbolet fra Nazityskland. Logoet er et udbredt ukrainsk ultranationalistisk symbol, som betyder ”samlet nation” eller "nationens idé" (ukrainsk: Ідея Нації, Ideja Natsii).[kilde mangler]
Regimentet består i dag hovedsageligt af ukrainere, som repræsenterer ret forskellige ideologiske retninger inden for konservatisme, nationalisme og ekstreme højre (med nynazistiske elementer) med det fælles mål at kæmpe mod Rusland. Der er også personer fra Sverige, Italien, Frankrig, Canada og Rusland og andre lande. Azov-regimentets ideologi bliver ofte påpeget i russisk propaganda som del i retfærdiggørelsen af krigen.[kilde mangler]

## Navn og historie
Tekst mangler, hjælp os med at skrive teksten